# Између две ватре
Између две ватре или доџбол (енгл. dodgeball), игра је где два тима покушавају да бацају лопте једни на друге док покушавају да не буду ударени истом. У Северној Америци се ова игра учи на часовима физичког васпитања, обично у основној школи, али и у средњим школама, на универзитетима, али и у виду професионалног спорта. Популаран је и неформални доџбол, који ђаци често играју на игралишту. Има много варијација игре, али свака укључује избегавање лопте с којом играчи једног тима гађају играче супротног тима.

## Опрема
Број лопти које се користе у игри варира, али обично се користе 3 до 10. Праве се изузеци ако је терен мањи него обично или учествује превише људи. У доџболу се користе мекане лопте.

## Терен
Доџбол се углавном игра на кошаркашком, одбојкашком или фудбалском терену. Не постоји специјалан терен за доџбол. Терен има правоугаони облик и дугачак је 15 метара, а широк 9 метара. Линија на центру дели терен на два дела. Линија за напад се налази на три метра од оне на центру. Линија упозорења се налази на 30 cm од завршне линије.

## Правила
На терену је углавном између 6 и 10 играча, понекад и више. На терену мора бити минимално 4 играча. Циљ игре је елиминисати противнике. Играч је елиминисан када га противник погоди лоптом.
Испадање лопте примљене у руке након противникове бачене лопте резултира испадањем. Ударац противника у лице лоптом елиминише бацача (осим ако судија не одлучи да је било случајно). 
Почетак игре почиње стављањем 6 лопти на средишњу линију, по три на сваку страну од тачног средишта игралишта. Играчи морају ставити барем једну ногу на завршну линију. 
На звиждаљку за почетак, играчи трче према центру да узму лопте. Играчи смеју почети да бацају тек када пренесу лопту преко линије за напад ближе завршној линији. Играч никад не сме да пређе на противничку страну терена.
Утакмица се састоји од три игре од којих свака траје 15 минута. Први тим који елиминише свих шест противника проглашен је победником те рунде и добија поен.
Победник утакмице је тим који је на крају освојио највише поена.

## Занимљивости
Постоји филм “Између две ватре” (енгл. DodgeBall: A True Underdog Story). То је америчка спортска комедија снимљена 2004. године.
У Кини се ова игра зове "Da Yi Mao" (кин: 打一毛). Уместо лопте, они користе малу округлу кесу испуњену песком, коју је теже ухватити. Овај спорт је веома популаран у основној школи.
У Јапану је направљена игрица “Super Dodge Ball”.